# Banco de dados de chave-valor
Um banco de dados de chave-valor, ou armazenamento de chave-valor, é um paradigma de armazenamento de dados projetado para armazenar, recuperar e gerenciar matrizes associativas e uma estrutura de dados mais comumente conhecida hoje como dicionário ou tabela hash.
Os dicionários contêm uma coleção de objetos, ou registros, que por sua vez têm muitos campos diferentes dentro deles, cada um contendo dados. Esses registros são armazenados e recuperados por meio de uma chave que identifica exclusivamente o registro e é usada para localizar os dados no banco de dados. Uma tabela que mostra diferentes valores de dados formatados associados a diferentes chaves.